# Artie Kaplan
Artie Kaplan (* 1945 in New York City, USA) ist ein US-amerikanischer Musiker, Sänger, Songwriter und Produzent.
Kaplan spielt Saxophon und Flöte. Sein Saxophonspiel und seine Saxophon-Soli sind auf über 150 Songs zu hören, die es in die Top 10 geschafft haben. Zu den Künstlern, für die er als Session-Musiker arbeitete, gehören Neil Diamond, Carole King, The Dixie Cups und viele andere. Zu den Songs, auf denen er zu hören ist, gehören unter anderem The Loco-Motion von Little Eva (1962), Sunny von Bobby Hebb (1965) und Mandy von Barry Manilow (1974).
Kaplan veröffentlichte mehrere Alben. Sein Debütalbum Confessions of a Male Chauvinist Pig („Bekenntnisse eines männlichen Chauvinistenschweins“, 1972) war vor allem in Europa erfolgreich. Das Album enthält zwei seiner bekanntesten Songs: Harmony, geschrieben zusammen mit Norman Simon und 1973 ein Erfolg für Ray Conniff, sowie Bensonhurst Blues, geschrieben zusammen mit Artie Kornfeld und später ein Hit für Oscar Benton.
Daneben koordinierte er die Musik zu mehreren Filmen, etwa Fame – Der Weg zum Ruhm (1980), Arthur – Kein Kind von Traurigkeit (1981) und The Verdict – Die Wahrheit und nichts als die Wahrheit (1982). Er arbeitete auch für Fernsehproduktionen und schrieb Musik für Kinder.